# Дом на улице Пилсудского, 9
Дом на улице Пилсудского, 9 (пол. Kamienica przy ul. Piłsudskiego 9) — дом, находящийся на улице Пилсудского, 9 в краковском районе Дзельница I Старе-Място, Польша. Памятник культуры Малопольского воеводства.
Здание строилось с 1903 года по 1906 год по проекту польского архитектора Бениамина Торбе. Дом построен в стиле модерна. Над входными дверями и окнами лестничного проёма находятся витражи, сделанные Краковской мастерской витражей С. Желинского (сегодня — Музей витража).
18 декабря 1998 года здание было внесено в реестр памятников культуры Малопольского воеводства (№ А-1097).

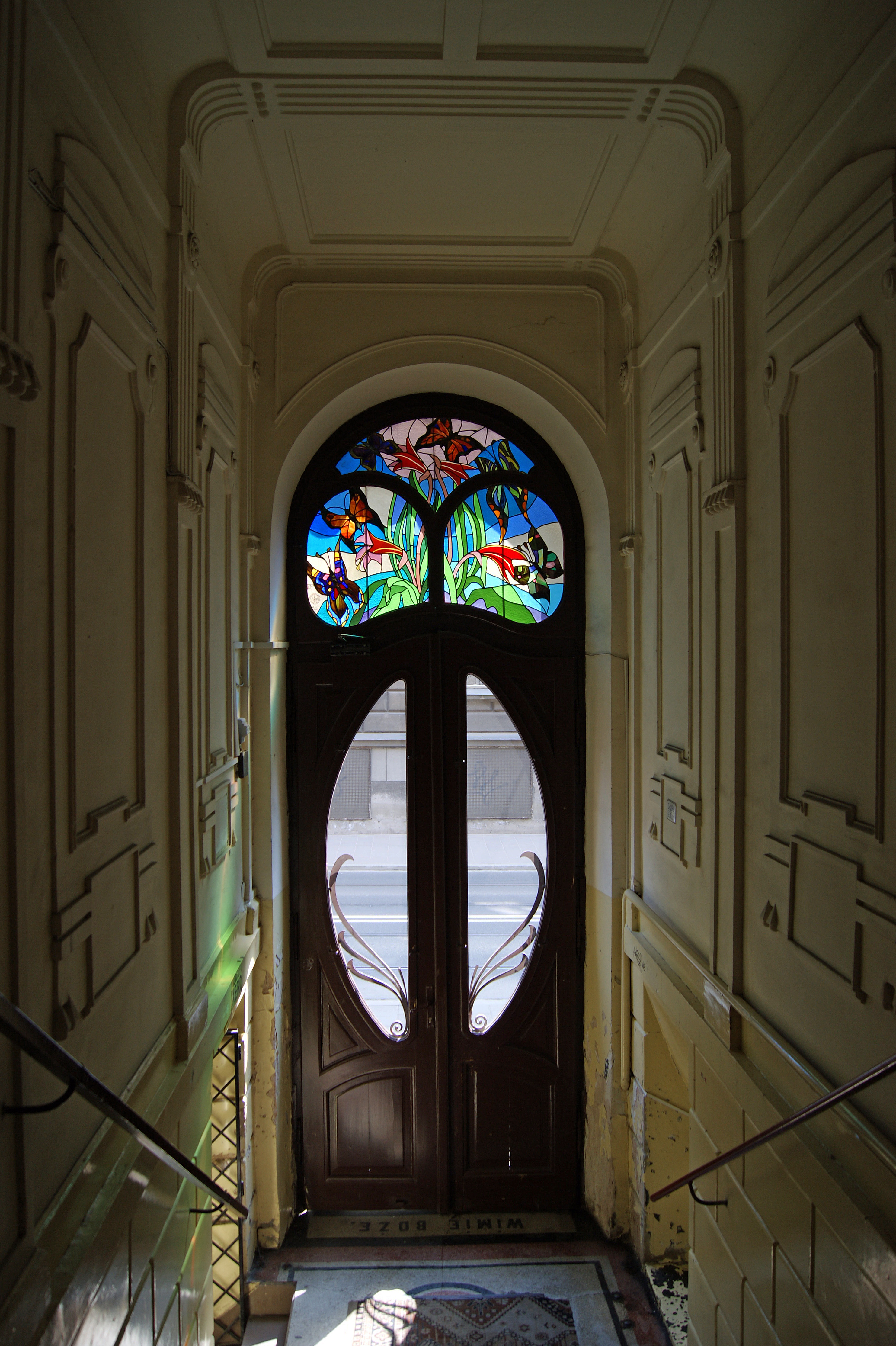
Витраж над входной дверью
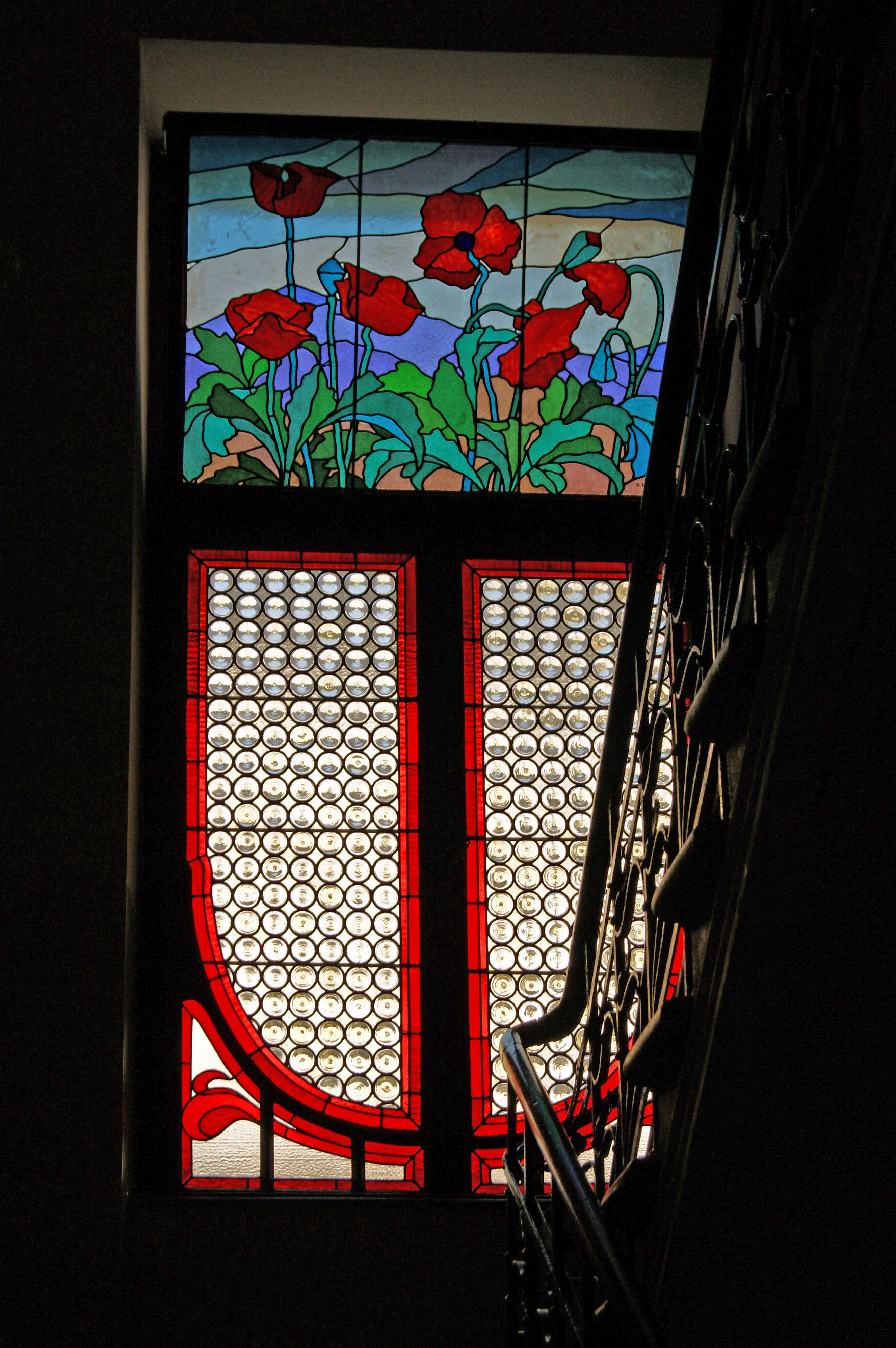
Витраж на лестничном проёме